# Officine Meccaniche De Vecchi
De Vecchi, Strada & C., später De Vecchi & C. und Officine Meccaniche de Vecchi S.A., war ein italienischer Hersteller von Automobilen und Flugmotoren.

## Unternehmensgeschichte
Giuseppe De Vecchi und Ettore Strada gründeten 1903 mit einem Kapital von 300.000 Lire das Unternehmen De Vecchi, Strada & C. in der Via Peschiera 2 in Mailand und begannen mit der Produktion von Automobilen. Technischer Leiter war der ehemalige Radrennfahrer F. Momo. 1908 ging das Unternehmen in Insolvenz, und Ettore Strada verließ das Unternehmen. Ende 1908 gründete Giuseppe De Vecchi das neue Unternehmen De Vecchi & C. 1914 wurde die Fertigung kriegsbedingt auf Lastkraftwagen und Krankenwagen umgestellt. 1917 erfolgte eine erneute Umfirmierung in Officine Meccaniche de Vecchi S.A. Nun entstanden nur noch Flugmotoren. 1920 endete die Produktion. Costruzioni Meccaniche Nazionali übernahm das Unternehmen.

## Fahrzeuge
Das erste Modell war der 10/12 HP mit einem Vierzylindermotor. 1904 kam der 14 HP dazu. Nach dem Konkurs kam das neue Modell Typ A 16/20 HP mit einem Vierzylindermotor mit 2800 cm³ Hubraum heraus. Dieses Modell verfügte über Kardanantrieb. Darauf folgte der Typ B 20/30 HP mit Vierzylindermotor mit 4082 cm³ Hubraum, der über Kettenantrieb verfügte. 1911 erschienen neue Modelle mit Blockmotoren. Dazu gehörte der Typ D 16/20 HP mit Vierzylindermotor mit 2614 cm³ Hubraum (80 mm Bohrung, 130 mm Hub). Dieses Modell wurde in zwei verschiedenen Fahrgestelllängen angeboten. 1911 gab es auch einen weiteren 20/30 HP, diesmal mit 4398 cm³ Hubraum (100 mm Bohrung, 140 mm Hub). 1912 war das Modell 25/35 HP mit Zweiblockmotor im Angebot. 1913 wurde das Modell C 25/35 HP gelistet. Es verfügte über einen Monoblockmotor mit 5700 cm³ Hubraum. 1914 gab es die Modelle Typ E 20/25 HP und Typ F 25/35 HP. Letztes Modell war der 1916 erschienene Typ H 25/30 HP, dessen Vierzylindermotor über 3815 cm³ Hubraum verfügte.

## Renneinsätze
Das Unternehmen setzte Fahrzeuge bei verschiedenen Autorennen ein, erstmals 1908 beim Rennen von Padua nach Bovolenta. Der Fahrer Gloria belegte mit einem 16/20 HP den dritten Platz bei der Targa Florio von 1913. Bei der Targa Florio 1914 erreichte er mit einem 20/30 HP den zweiten Platz oder den sechsten Platz.